# Båden sættes i søen. Skagen
Båden sættes i søen. Skagen (svensk: Sjösättning. Skagen) er et oliemaleri fra 1884 af den svenske maler Oscar Björck. Maleriet tilhører Skagens Museum.
I nogle somre i begyndelsen af 1880'erne bodede Björck i Skagen og arbejdede med franskinspireret realistiskt friluftsmaleri. Båden sættes i søen. Skagen er hans største værk fra denne tid. Motivet er lokale fiskere og i forgrunden ses Ole Svendsen, der også optræder i flere af Michael Anchers malerier fra Skagen.